# 2015年卡爾布科火山爆發

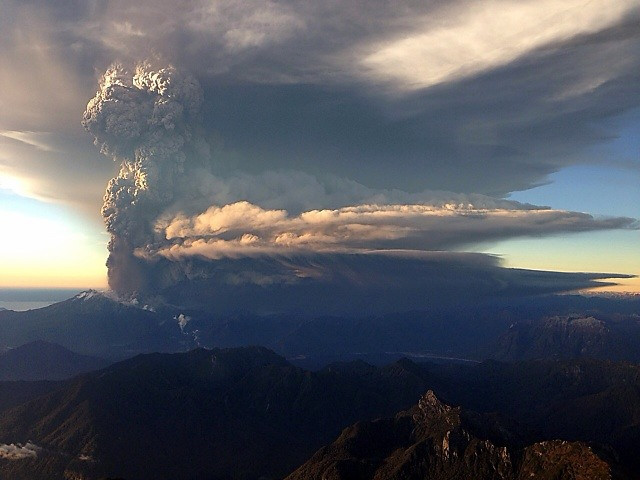
攝於2015年4月22日

2015年卡爾布科火山爆發，是指發生於智利當地時間（UTC-3）2015年4月22日下午17時50分起開始的火山爆發災害事件。

## 背景
卡爾布科火山位於智利的湖大区兰奇胡亚省，屬於延基韋國家自然保護區的一部分，由智利國家林業公司負責管理。它在智利地質與礦業局的一份針對該國的90座活火山潛在威脅評估中，為排行第三。
這座火山在有歷史紀錄以來，至少曾爆發過13次，上一次大規模的爆發是在1961年；最近一次的爆發是1972年，但屬於小規模的爆發。此次2015年的爆發，被當地地質學家評估為是最危險的一次。

## 爆發

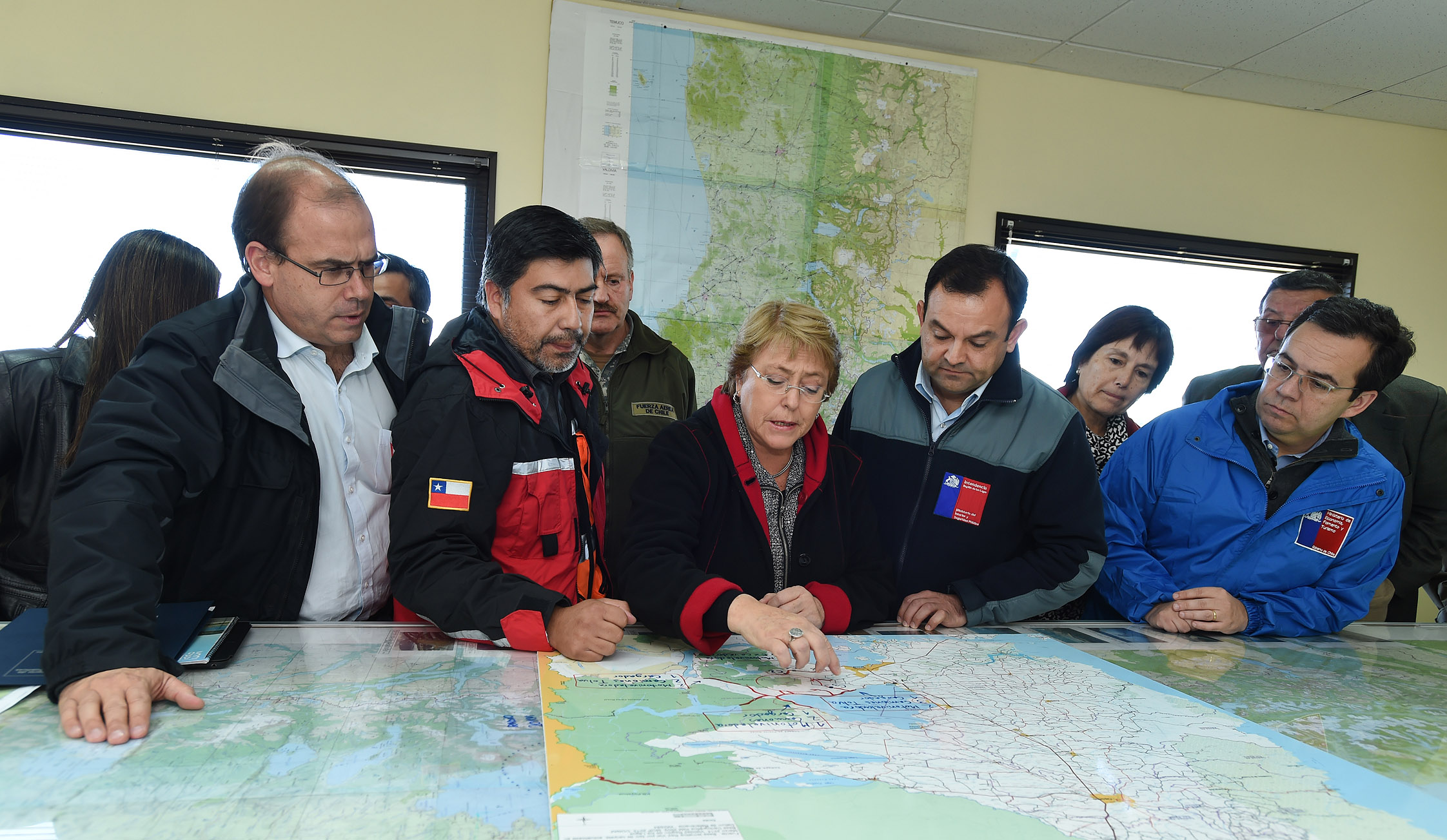
智利總統蜜雪兒·巴切萊(圖中女性)在火山爆發後於湖大區的一項協調會議中討論。

爆發的一個小時前，在火山口以西曾連續發生數起地震，最大規模達到芮氏規模2.5級；緊接著在一小時後的17時54分，一個高達15公里的喷发柱逐漸生成，並噴出大量的火山灰。
爆發後，智利宣佈蘭奇胡亞省和奧克泰港鎮進入緊急狀態，至少撤離了1500人至火山半徑10公里以外的地區。